# Baldwinova pravidla
Baldwinova pravidla jsou souhrn pravidel v organické chemii, která určují výhodnosti možných průběhů reakcí uzavírajících kruhy u alicyklických sloučenin. Navrhl je Jack Baldwin v roce 1976.
Baldwinova pravidla rozdělují uzavírání kruhů do tří skupin; tato označení nevyjadřují absolutní pravděpodobnosti že k reakci dojde, jsou spíše relativní.
Parametry, podle kterých se reakce uzavírající kruhy v Baldwinových pravidel dělí, jsou tyto:
- počet atomů v nově utvořeném kruhu
- exo a endo uzavírání, podle toho, jestli je vazba narušená během uzavírání uvnitř (endo) nebo vně (exo) vznikajícího kruhu
- na tet, trig a dig podle geometrie atakovaného atomu, elektrofilní uhlík může být tetraedrický (sp3-hybridizované), trigonální (sp2-hybridizované) nebo diagonální (sp-hybridizované).

Uzavírání kruhu tak lze označit například jako 5-exo-trig.
Baldwin zjistil, že požadavky na překryv orbitalů upřednostňují tvorbu některých kombinací velikosti kruhu a parametrů exo/endo/dig/trig/tet nad jinými. Byly vytvořeny interaktivní 3D modely několika odpovídajících přechodných stavů.
Baldwinova pravidla mají několik výjimek, například u reakcí kationtů a u sloučenin obsahujících prvky třetí periody. Je dostupná rozšířená a verze těchto pravidel.
|      | 3   | 3    | 4   | 4    | 5   | 5    | 6   | 6    | 7   | 7    |
| typ  | exo | endo | exo | endo | exo | endo | exo | endo | exo | endo |
| tet  | ✓   |      | ✓   |      | ✓   | ✗    | ✓   | ✗    | ✓   | ✗    |
| trig | ✓   | ✗    | ✓   | ✗    | ✓   | ✗    | ✓   | ✓    | ✓   | ✓    |
| dig  | ✗   | ✓    | ✗   | ✓    | ✓   | ✓    | ✓   | ✓    | ✓   | ✓    |

Pravidla platí, pokud může nukleofil atakovat příslušnou vazbu v ideálním úhlu, což je 180° (Waldenova inverze) u exo-tet reakcí, 109° (Bürgiův–Dunitzův úhel) u exo-trig a 120° u endo-dig reakcí. Byly určeny i úhly pro ataky alkynů. Vhodný úhel ataku navržený Baldwinem byl nahrazen trajektorií odpovídající spíše Bürgiovu–Dunitzovu úhlu.

## Využití
Sedmičlenné kruhy lze vytvářet tandemovými 5-exo-dig adicemi / Claisenovými přesmyky:
Sloučeniny zlata mohou katalyzovat 6-endo-dig allenové-alkynové 1,2-adice / Nazarovovy cyklizace:
Do přípravy (+)-preussinu byla zahrnuta 5-endo-dig uzavírací reakce:

## Pravidla pro enoláty
Baldwinova pravidla lze také použít pro aldolové cyklizace, kterých se účastní enoláty. Zavádějí se zde dvě nová označení: enolendo pro reakce, kde se do vytvořeného kruhu zapojí oba uhlíky enolátové skupiny C-C, a enolexo, kde tomu tak není.
Pravidla odpovídají této tabulce:
|          | enolendo | enolendo | enolendo | enolendo | enolendo | enolexo | enolexo | enolexo | enolexo | enolexo |
| type     | 3        | 4        | 5        | 6        | 7        | 3       | 4       | 5       | 6       | 7       |
| exo-tet  | ✗        | ✗        | ✗        | ✓        | ✓        | ✓       | ✓       | ✓       | ✓       | ✓       |
| exo-trig | ✗        | ✗        | ✗        | ✓        | ✓        | ✓       | ✓       | ✓       | ✓       | ✓       |

## Výjimky
Uvedená pravidla jsou založena na empirických výsledcích a je známa řada jejich výjimek. Objevují se u:
- cyklizací kationtů
- reakcí sloučenin obsahujících prvky třetí periody, například síru
- reakcí katalyzovaných přechodnými kovy